# Lupeni (okręg Harghita)
Lupeni (węg. Farkaslaka) – wieś w Rumunii, w okręgu Harghita, w gminie Lupeni. W 2011 roku liczyła 1850 mieszkańców.